# كيلي بارسونز
كيلي بارسونز (بالإنجليزية: Kelly Parsons)‏ هي مغنية وممثلة أمريكية، ولدت في 23 يناير 1964 في كورال غيبلز في الولايات المتحدة.

## وصلات خارجية
- كيلي بارسونز على موقع IMDb (الإنجليزية)
- كيلي بارسونز على موقع قاعدة بيانات الفيلم (الإنجليزية)